# Allium pilosum
Allium pilosum är en amaryllisväxtart som beskrevs av James Edward Smith. Allium pilosum ingår i släktet lökar, och familjen amaryllisväxter. IUCN kategoriserar arten globalt som otillräckligt studerad. Inga underarter finns listade i Catalogue of Life.